# Marie Selander
Marie-Louise Selander, född 1 december 1947 i Stockholm, är en svensk sångare och kompositör.

## Biografi
Marie Selander var 1964 med och bildade popgruppen Nursery Rhymes. Bandet hade Beatles och Rolling Stones som förebilder, turnerade i flera europeiska länder och släppte tre singelskivor innan det upplöstes 1967. Hon anslöt sig till FNL-rörelsen och var verksam i deras sånggrupp Freedom Singers, som samtidigt redan i slutet av 1960-talet spelade irländsk folkmusik under namnet Diddlers och senare i Låt & Trall.
Selander medverkade under 1970-talet i en rad folkmusikinspelningar och gjorde därvid insatser vilka betecknas som banbrytande. Av dessa kan nämnas Skäggmanslagets första album Pjål, Gnäll och Ämmel (1970), Lillfar och lillmor tillsammans med Finn Zetterholm, samma år, gruppen Låt & Trall som 1971 gav ut ett album med svensk och irländsk folkmusik i egna arrangemang, samt  Å än är det glädje å än är det gråt (tillsammans med Styrbjörn Bergelt och Susanne Broms 1976). Det sistnämnda albumet tilldelades Svenska grammofonpriset 1977.
Selander ingick även i gruppen Vargavinter som spelade vad senare kom att kallas världsmusik. På musikalbumet Sånger om kvinnor (1972) och det i eget namn utgivna Från den svenska vildmarken (1973) sjöng hon sånger med politisk udd. Hon medverkade även på Kvinnokulturfestivalen i Stockholm 1977. År 1974 anställdes hon vid Sveriges Radios folkmusikredaktion, där hon snabbt blev producent vid sidan av Matts Arnberg.
Under 1980-talet studerade Selander vid Musikhögskolan i Stockholm och har därefter bland annat varit verksam som sångpedagog. Hon var gästprofessor vid Sibelius-Akademin i Helsingfors 1995–1996. Hon har även ägnat sig åt en rad olika musikgenrer som visa, rock och elektronmusik. Under 1980-talet och framöver samarbetade hon med poeten och folklivsforskaren Bengt af Klintberg i scenprogrammen "Svensk folkpoesi", "Peller Plutt" och "När Kingkong spelar pingpong". Tillsammans med kompositören/musikern Tuomo Haapala har hon också spelat barnmusikföreställningen "Splåink" På 1990-talet gav hon bland annat ut barnmusikalbumet När King-Kong spelar ping-pong, med texter av Bengt af Klintberg, och gästat sin sons, Jouni Haapalas band De lyckliga kompisarna på deras första skiva.
Marie Selander har sedan 1990-talet varit mycket engagerad i "Kulturföreningen Fogelstad", en förening som tillvaratar arvet efter Fogelstadkvinnorna. Hon var konstnärlig ledare och kompositör för musikteaterföreställningen "O Fåglastad – Ett andens badställe" som framfördes på Fogelstad säteri i Julita, Sörmland 1997, 1998 och 1999. Föreställningen var en hyllning till kvinnorna vid Fogelstad Kvinnliga Medborgarskola och deras idéer.
Åren 2018 och 2022 spelades i Katrineholm, på Lokstallet, musikteaterföreställningen "Kvinnorna och staden" utifrån Kerstin Ekmans fyra böcker om Katrineholm. Marie Selander komponerade och arrangerade musiken samt deltog också som berättaren i föreställningen som var skriven för två skådespelare, en berättare, fem musiker samt en kvinnokör. 
År 2012 utkom Selander med boken Inte riktigt lika viktigt? Om kvinnliga musiker och glömd musik, och har återkommande föreläst över detta ämne.
År 2023 utkom Selander med boken Herrarnas kalas - och de kvinnliga musikerna i Eskilstuna som hon skrivit tillsammans med Emma Gustafsson. 

### Familj
Marie Selander är gift med Tuomo Haapala, basist och kompositör känd från bland annat grupperna Vargavinter och Iskra. De bor växelvis i Julita, Södermanland och Eskilstuna, Södermanland. De har tillsammans sönerna Trolle Selander (född 1970) och  Jouni Haapala (född 1975).

## Priser och utmärkelser
- 1976 – Dagens Nyheters Kasperpris
- 1977 – Svenska grammofonpriset för Å än är det glädje å än är det gråt (tillsammans med Styrbjörn Bergelt och Susanne Broms
- 1977 – Expressens musikpris Spelmannen
- 1999 – Stockholms Stads Kulturstipendium
- 2004 – Katrineholms Kulturstipendium
- 2006 – Sörmlands läns landstings kulturstipendium
- 2013 – STIMs skriftställarpris
- 2018 – Sveriges Största Feministiska visfestivals hederspris
- 2018 – Katrineholmskurirens kulturpris
- 2019 – Regions Sörmlands ambassadörspris
- 2020 – Kungliga Musikaliska Akademiens medalj för tonkonstens främjande
- 2022 – Eskilstuna kommuns jämställdhetspris[5]